# 障害者職業能力開発校
障害者職業能力開発校（しょうがいしゃしょくぎょうのうりょくかいはつこう）は、身体障害者や知的障害者、精神障害者等に対して、その能力に適応した普通職業訓練又は高度職業訓練を行うための公共職業能力開発施設である。職業能力開発促進法第十六条に基づき国及び都道府県が設置する。
障害者に対する職業訓練施設は、1949年（昭和24年）の職業安定法の改正（昭和24年法律第88号）で規定された身体障害者公共職業補導所がその始まりである。

## 国が設置する障害者職業能力開発校の一覧
国が設置する障害者職業能力開発校の一覧は、職業能力開発促進法施行規則別表一に定められている。
- 北海道障害者職業能力開発校
- 宮城障害者職業能力開発校
- 中央障害者職業能力開発校（国立職業リハビリテーションセンターの職業訓練機能）
- 東京障害者職業能力開発校
- 神奈川障害者職業能力開発校
- 石川障害者職業能力開発校
- 愛知障害者職業能力開発校
- 大阪障害者職業能力開発校
- 兵庫障害者職業能力開発校
- 吉備高原障害者職業能力開発校（国立吉備高原職業リハビリテーションセンターの職業訓練機能）
- 広島障害者職業能力開発校
- 福岡障害者職業能力開発校
- 鹿児島障害者職業能力開発校

※これらは国が設置するが、施行規則第八条二項により、中央障害者職業能力開発校、吉備高原障害者職業能力開発校の2校については独立行政法人高齢・障害・求職者雇用支援機構に、その他については都道府県に、それぞれ運営を委託している。

## 都道府県が設置する障害者職業能力開発校の一覧
- 青森県立障害者職業訓練校
- 千葉県立障害者高等技術専門校（愛称：ちばテク障害者校） - 2024年4月1日より「千葉県立障害者テクノスクール」に変更予定[1]。
- 静岡県立あしたか職業訓練校
- 京都府立京都障害者高等技術専門校
- 京都府立城陽障害者高等技術専門校
- 兵庫県立障害者高等技術専門学院

### 過去の設置校
- 愛知県春日台職業訓練校  - 2018年3月閉鎖。愛知県立名古屋高等技術専門校/愛知県立岡崎高等技術専門校に機能移転[2]。